# Liste der Kulturdenkmäler in Koblenz-Metternich
In der Liste der Kulturdenkmäler in Koblenz-Metternich sind alle Kulturdenkmäler im Stadtteil Koblenz-Metternich der rheinland-pfälzischen Stadt Koblenz aufgeführt. Grundlage ist die Denkmalliste des Landes Rheinland-Pfalz (Stand: 28. Juni 2023).

## Denkmalzonen
| Bezeichnung                           | Lage                    | Baujahr | Beschreibung | Bild                           |
| ------------------------------------- | ----------------------- | ------- | --- | ------------------------------ |
| Denkmalzone Weidtmansches Schlösschen | Trierer Straße 388 Lage | 1912    | Villa mit Garten; neubarocke Villa unter Mansardwalmdach mit Belvedere, 1912, Architekt Huch & Grefges, Koblenz; Bedienstetenhaus um 1912; axial auf das Hauptgebäude ausgerichtete Gartenanlage; Kapelle, 1950; Windrad, 1912, für die hauseigene Wasserversorgung | weitere Bilder Fotos hochladen |

## Einzeldenkmäler
| Bezeichnung                                      | Lage                                            | Baujahr                              | Beschreibung | Bild                           |
| ------------------------------------------------ | ----------------------------------------------- | ------------------------------------ | --- | ------------------------------ |
| Schönbornbrünnchen                               | Geisbachstraße Lage                             | 1783–86                              | von der 1783/86 angelegten Wasserleitung die Brunnenstube der Quelle Geisborn am Kimmelberg und östlich davon der Belüftungsturm am Ende der Geisbachstraße                                       | weitere Bilder Fotos hochladen |
| Katholische Pfarrkirche St. Johannes Enthauptung | Oberdorfstraße 16 Lage                          | 1914/15                              | spätromanischer Turm, um 1200; neubarocke Basilika, bezeichnet 1914/15, Architekten Huch & Grefges, Koblenz; zugehörig Pfarrhaus (Oberdorfstraße 18), Backsteinbau mit neugotischen Details, 1889 | weitere Bilder Fotos hochladen |
| Aloysiushaus                                     | Oberdorfstraße 19 Lage                          | 1912/13                              | ehemaliges Kloster oder Schwesternhaus, 1912/13, Architekten Huch & Grefges, Koblenz | Fotos hochladen                |
| Marienstätter Hof                                | Raiffeisenstraße 2, Trierer Straße 322 Lage     | 1670                                 | ehemalige Kapelle (Trierer Str. 322), Saalbau, bezeichnet 1730; Fachwerkhaus (Raiffeisenstraße 2), teilweise massiv, Walmdach, bezeichnet 1670                                                    | Fotos hochladen                |
| Villa Borussia                                   | Trierer Straße 54 Lage                          | 1898                                 | späthistoristischer Sichtziegelbau mit Hausteindekor, bezeichnet 1898, Architekten Michael Rath und H. Knobloch, Koblenz-Metternich                                                               | Fotos hochladen                |
| Villa                                            | Trierer Straße 76 Lage                          | viertes Viertel des 19. Jahrhunderts | Villa in Formen der italienischen Renaissance, viertes Viertel des 19. Jahrhunderts, Architekt Peter Knebel                                                                                       | Fotos hochladen                |
| Villa                                            | Trierer Straße 115 Lage                         | 1897                                 | späthistoristische Industriellenvilla, zweifarbiger Sichtziegelbau, 1897, Architekt Nicolaus Eiden, Koblenz-Metternich                                                                            | Fotos hochladen                |
| Evangelische Kirche                              | Trierer Straße 141 Lage                         | 1898                                 | sogenannte Zieglerkirche, neuromanischer Saalbau, Rundturm, 1898, Architekt Rudolph Farchland, Koblenz                                                                                            | weitere Bilder Fotos hochladen |
| Villa                                            | Trierer Straße 172 Lage                         | um 1900                              | späthistoristische Stadtvilla, roter Sichtziegelbau mit hell gefasster Architekturgliederung, um 1900, Architekt Nikolaus Eiden, Koblenz-Metternich                                               | Fotos hochladen                |
| Wohnhaus                                         | Trierer Straße 313 Lage                         | 18. Jahrhundert                      | zweiteiliges Wohnhaus, teilweise Zierfachwerk, über tonnengewölbten Keller, wohl aus dem 18. Jahrhundert                                                                                          | Fotos hochladen                |
| Wohnhaus                                         | Trierer Straße 334 Lage                         | 18. Jahrhundert                      | Fachwerkhaus, teilweise massiv, im Kern aus dem 18. Jahrhundert | Fotos hochladen                |
| Wohnhaus                                         | Trierer Straße 347 Lage                         | 18. Jahrhundert                      | stattliches Fachwerkwohnhaus, 18. Jahrhundert; straßenbildprägend | Fotos hochladen                |
| Grabmal                                          | Trifter Weg, auf dem Friedhof Lage              | um 1903                              | Grabmal Elisabeth Eiden († 1903), Marmorengel, originale schmiedeeiserne Umzäunung | Fotos hochladen                |
| Metternicher Eule                                | westlich von Metternich auf dem Kimmelberg Lage | 1913                                 | Kriegerdenkmal; Obelisk mit Adler, 1913, Architekt Wilhelm Müller, Wiesbaden | weitere Bilder Fotos hochladen |